# Antoine Louis Dugès
Antoine Louis Dugès (Mézières, 19 de diciembre de 1797 - Montpellier, 1 de mayo de 1838). Médico y naturalista francés.
Antoine Louis Dugès estudia medicina en París, doctorándose en 1820. En 1823 publica un Ensayo sobre la naturaleza de la fiebre, la inflamación y los nervios en el que trata de reconciliar las distintas teorías contradictorias entonces en vigor. Catedrático de obstetricia en la Universidad de Montpellier, en 1826 publica un Manual de obstetricia.
Dugès destacó también en el campo de la historia natural. En 1838 publica su Tratado de fisiología comparada. Especialmente estudia los batracios (Recherches sur l'ostéologie et la myologie des batraciens à leurs différents âges, Paris, 1834) y los ácaros (Recherches sur l'ordre des Acariens en général et la famille des Trombidées en particulier).
Fue miembro de numerosas sociedades científicas, como la Academia de Medicina y las Academia de Ciencias de París y de Berlín. Asimismo, fue nombrado caballero de la Legión de honor y de la Orden del Mérito. 

## La teoría colonial
Dugès es autor de la teoría colonial de los organismos, en la que trató de reconciliar las ideas enfrentadas de Georges Cuvier y Geoffroy Saint-Hilaire. Según Dugès, todos los tipos animales pueden comprenderse en relación los unos a los otros gracias a cuatro "leyes primitivas": 
1. La ley de la multiplicidad de los organismos
2. La ley de la disposición de los organismos
3. La ley de la modificación y de la complicación de los organismos
4. La ley de la coalescencia

A partir de estas cuatro leyes, Dugès infiere una clasificación de los animales en siete grandes divisiones.